# Mikojan-Gurewitsch MiG-13
Die Mikojan-Gurewitsch MiG-13 (russisch Микоян-Гуревич МиГ-13, auch als I-250, Projekt N oder MiG-7 bezeichnet) war ein sowjetisches Jagdflugzeug. Es wurde vom Konstruktionsbüro Mikojan-Gurewitsch entworfen und besaß einen Mischantrieb, bestehend aus einem Kolbenmotor und einem sogenannten Cholschtschewnikow-Beschleuniger.

## Entwicklung
Neben dem herkömmlichen Kolbenmotor diente ein im ZIAM entwickelter Cholschtschewnikow-Beschleuniger im Rumpfheck von 1943 als Zusatzantrieb. Um einen geringen Luftwiderstand zu erreichen, wurde die Tragflächen sehr dünn ausgelegt. Die MiG-13 entstand als Parallelentwicklung zur Suchoi Su-5, die ebenfalls einen Mischantrieb besaß.
Die ersten Projektstudien begannen nach einem Beschluss des Staatlichen Verteidigungskomitees vom Mai 1944 im Sommer des Jahres. Der erste Prototyp I-250-1 wurde von A. P. Dejew gesteuert und flog erstmals am 3. März 1945. Es wurde noch ein zweiter gebaut, der ein leicht verändertes Fahrwerk aufwies. Am 5. Juli 1945 stürzte die erste MiG-13 nach Verlust des linken Höhenleitwerks ab, wobei Dejew ums Leben kam. In der Folge erhielt die I-250-2 ein verstärktes Leitwerk und das Testprogramm wurde am 14. August mit A. Tschernoburow fortgesetzt. Nach mehreren Zwischenfällen wurde das Flugzeug im Jahr darauf durch einen Motorbrand und der anschließenden Notlandung am 12. August 1946 irreparabel beschädigt.
Es wurde beschlossen, statt der Su-5 die MiG-13 in Serienproduktion zu geben, allerdings nur in einer kleinen Stückzahl, da man die Vorteile des reinen Strahlantriebes erkannt hatte. Außerdem traten während der Erprobung immer wieder Defekte auf, so dass sich die Luftstreitkräfte schließlich weigerten, die I-205 zu übernehmen. Von 1945 bis 1946 wurden etwa 50 Serienmaschinen hergestellt, die sich von den Prototypen vor allem durch den Wegfall der Kielflosse unter dem Heck unterschieden. Sie flogen bis 1950 bei der sowjetischen Marine als Küstenüberwachungsflugzeuge im Baltikum und im Nordmeer.
Das Kürzel MiG-13 wurde erst ab 1981 von offiziellen sowjetischen Stellen verwendet; davor wurden sämtliche Serienmaschinen als MiG-7 bezeichnet, die Prototypen als I-250 oder N, wobei das N für Nowij (neu) steht.

## Technische Beschreibung
Die MiG-13 war ein Tiefdecker in Ganzmetallbauweise mit einem ovalen Rumpfquerschnitt. Das Zusatztriebwerk befindet sich im Heck und wird zusammen mit dem Kolbenmotor über einen gemeinsamen Einlauf in der Bugnase mit Luft versorgt. Die Tragflächen in Trapezform weisen eine leicht positive V-Form auf, das Leitwerk ist in Normalbauweise ausgeführt. Das Fahrwerk ist komplett einziehbar, wobei die Haupträder nach innen einfahren.

## Technische Daten

Schema des Cholschtschewnikow-Beschleunigers. Gelb: Hubkolbenmotor, Grün: Axialverdichter mit Antrieb, Blau: Ansaugkanal, Orange: Kanal für die verdichtete Luft, Rot: Brennkammer mit Düse

Dreiseitenriss

| Kenngröße             | Daten |
| --------------------- | --- |
| Besatzung             | 1 |
| Länge                 | 8,75 m |
| Spannweite            | 11,05 m |
| Höhe                  | 4,25 m |
| Flügelfläche          | 15,00 m² |
| Flügelstreckung       | 8,1 |
| Leermasse             | 2950 kg |
| Startmasse            | normal 3680 kg |
| Höchstgeschwindigkeit | 600 km/h ohne WRDK 825 km/h in 7800 m Höhe mit WRDK |
| Steiggeschwindigkeit  | 4,6 min auf 5000 m Höhe |
| Steigleistung         | 20 m/s |
| Dienstgipfelhöhe      | 11.900 m |
| Reichweite            | 1818 km |
| Triebwerke            | ein wassergekühlter V-Motor Klimow WK-107A (1070 kW / 1455 PS) ein Luftstrahltriebwerk Cholschtschewnikow WRDK (993 kW / 1350 PS) Gesamtleistung beider Antriebe (2063 kW / 2805 PS) |
| Bewaffnung            | drei, später vier 20-mm-MK G-20, davon eine in der Propellernabe, die anderen in den Tragflächen                                                                                     |